# Z39.87
MIX（Metadata for Images in XML standard）XML標準影像詮譯資料

## 發起者
國會圖書館網路發展與機讀編目標準小組（The Library of Congress‘ Network Development and MARC Standards Office），美國國家資訊標準組織為數位影像標準協會所制定的技術性詮釋資料（NISO Technical Metadata for Digital Still Images Standards Committee）。

## 目的
- 維護、管理數位影像資料的蒐集。